# Loreen Bender
Loreen Bender (Hanau, 21 augustus 2005) is een voetbalspeelster uit Duitsland. Ze speelt als middenvelder voor Bayer 04 Leverkusen in de Bundesliga.

## Clubcarrière
Loreen Bender begon met voetballen op zesjarige leeftijd voor de districtsclub VfR Kesselstadt in haar geboorteplaats Hanau. In 2012 speelde Bender voor een meisjesteam van MSG Bad Vilbel. Daarnaast speelde Bender in een jongensteam van FC Hanau 93. Vanuit MSG Bad Vilbel stapte Bender over naar het B-jeugdteam van het toenmalige 1. FFC Frankfurt. In zeven wedstrijden in de B-junioren Bundesliga kwam Bender tot vier doelpunten.
In het seizoen 2012/22 kwam Bender uit voor het tweede elftal van Frankfurt. Dat seizoen kwam ze tot 32 competitiewedstrijden in de 2de Bundesliga waarin ze elf keer tot scoren kwam. Aan het begin van het seizoen 2022/23 mocht Bender haar debuut maken voor het eerste elftal in de Bundesliga. In een 4-1 zege op FC Ingolstadt maakte Bender haar debuut en maakte ze de belangrijke 2-1 in de 54ste minuut.
Voorafgaande aan het seizoen 2023/24 maakte Bender de overstap naar competitiegenoot Bayer 04 Leverkusen. In de eerste wedstrijden kwam Bender uit voor het tweede elftal, maar op 15 december 2023 mocht Bender haar debuut maken voor Bayer 04 Leverkusen in de Bundesliga. In een 4-1 thuisoverwinning op MSV Duisburg mocht Bender in de 63e minuut invallen voor Paulina Bartz. Op 13 april 2024 wist Bender in een thuiswedstrijd tegen haar oude club Eintracht Frankfurt haar eerste doelpunt in de Bundesliga te maken. 

## Statistieken
| Seizoen | Club                   | Competitie     | Competitie | Competitie | Beker | Beker | Overig | Overig | Totaal | Totaal |
| Seizoen | Club                   | Competitie     | Wed.       | Dlp.       | Wed.  | Dlp.  | Wed.   | Dlp.   | Wed.   | Dlp.   |
| ------- | ---------------------- | -------------- | ---------- | ---------- | ----- | ----- | ------ | ------ | ------ | ------ |
| 2021/22 | Eintracht Frankfurt II | 2de Bundesliga | 13         | 7          | 0     | 0     | 0      | 0      | 13     | 7      |
| 2022/23 | Eintracht Frankfurt II | 2de Bundesliga | 19         | 4          | 0     | 0     | 0      | 0      | 19     | 4      |
| 2023/24 | Bayer 04 Leverkusen    | Bundesliga     | 9          | 1          | 1     | 0     | 0      | 0      | 10     | 1      |
| Totaal  | Totaal                 | Totaal         | 41         | 12         | 1     | 0     | 0      | 0      | 42     | 12     |

Bijgewerkt t/m 3 mei 2024.

## Interlandcarrière
Loreen Bender maakte haar debuut voor Duitsland onder 15 op 23 oktober 2019 in een vriendschappelijke wedstrijd tegen Zwitserland. 
Bender werd in 2021 en 2022 geselecteerd voor Duitsland onder 17. Voor dit jeugdelftal wist Bender in 13 interlands vijf keer tot scoren te komen. Voor Duitsland onder 17 maakte Bender haar debuut op 14 september 2021 in een 5-1 overwinning op Zweden met 3-1 werd verslagen. In deze wedstrijd maakte Bender gelijk haar eerste doelpunt voor het onder 17 team van Duitsland. Twee dagen later kwam Bender in een wedstrijd tegen Noorwegen twee keer tot scoren en hielp ze haar ploeg aan een 5-1 overwinning op de Noorse leeftijdsgenoten.Tevens kwam Bender uit op het EK 2022 waar ze met haar land met de zegepalm aan de haal ging. In de beslissende penaltyreeks tegen Spanje won Duitsland onder 17, ondanks een misser van Bender.
Bender kwam ook met haar land in actie op het WK 2022 in India waar Bender met vier doelpunten topscorer van het toernooi werd en de Gouden Schoen in ontvangst mocht nemen. Een doelpunt van Bender tegen Nigeria werd door Sportschau uitgeroepen tot mooiste doelpunt van oktober 2022.
In 2023 voegde Bender zich bij Duitsland onder 19. Hiermee wist ze kwalificatie voor het EK 2023 af te dwingen. Door een blessure moest Bender echter afzeggen voor dit eindtoernooi.
1 Voll ·
2 Ostermeier ·
3 Friedrich ·
4 Bragstad ·
5 Levels ·
6 Piljić ·
7 Kramer ·
8 Bartz ·
9 Kehrer ·
10 Hansen ·
11 Kögel ·
12 Mickenhagen ·
13 Haim ·
14 Bragstad ·
16 Zdebel ·
17 Jorde ·
18 Vilhjálmsdóttir ·
19 Bender ·
20 Gonzalez ·
21 Marin ·
23 Bodoy ·
24 Turányi ·
27 Repohl ·
28 Menglu ·
27 Daedelow ·
34 Moll ·
56 Vidal ·
Coach: Pätzold